# Оригами
Оригами (на японски: 折り紙, от ори (прегъвам) и ками (хартия) – буквално прегъната хартия) е традиционно древно японско изкуство, състоящо се в създаването на фигури чрез сгъване на листове хартия без употреба на лепило и ножици. Оригами се наричат и получените по този начин фигури. Корените на това изкуство лежат в древен Китай, родината на хартията.

## История
Оригами се използва в религиозните обреди. Прегъването на хартия добива широко разпространение в Япония след 7 век сл.н.е. Приблизително по същото време маврите пренасят оригами в Испания. Дълго време този вид изкуство е достъпен само за представителите на висшите съсловия, където е бил признак за добро възпитание. Моделите на оригами на маврите били силно зависими от исляма, което не позволявало на моделите да бъдат метафорични или символични. Поради тази причина оригами остава главно практично изкуство до 15 век, когато се появява по-евтина хартия серийно производство. През 1797г. е публикуване първата книга, посветена на сгъването на хартия, и новата форма на изкуство е кръстена оригами. През трийсетте години на 20 век Акира Йошизава разработва система от стрелки и образци, използвани и до днес за описване на илюстрациите към моделите. Йошизава е считан за голям майстор на оригами и до смъртта си през 2005г. той измисля хилияди модели.
Едва след Втората световна война и оригами излиза извън пределите на Далечния изток и попада в Америка и Европа, където веднага завладява свои почитатели.

## Направа
Класическото оригами се сгъва от квадратен лист хартия. Иначе може да бъде съставено от един или повече листове хартия с различни големина, форма, цвят и дебелина в зависимост от желания ефект. Трудността на едно от тези произведения на изкуството може да бъде от няколко прости прегъвки до стотици сгъвания.